# Mūrt-e Sabz
Mūrt-e Sabz (persiska: مورت سبز) är en ort i Iran.   Den ligger i provinsen Kermanshah, i den västra delen av landet, 500 km väster om huvudstaden Teheran. Mūrt-e Sabz ligger 867 meter över havet och antalet invånare är 156.
Terrängen runt Mūrt-e Sabz är kuperad, och sluttar söderut. Runt Mūrt-e Sabz är det ganska tätbefolkat, med 54 invånare per kvadratkilometer. Närmaste större samhälle är Gīlān-e Gharb, 15,3 km norr om Mūrt-e Sabz. Omgivningarna runt Mūrt-e Sabz är i huvudsak ett öppet busklandskap.